# Ion Jarcuțchii
Ion Jarcuțchii (n. Bocșa, Fălești) este un istoric din Republica Moldova, doctor în istorie, fost candidat în membri PCUS, actualmente director adjunct al Institutului de istorie al Republicii Moldova.

## Opera
- Biblioteca Congresului SUA
- Biblioteca Națională a Republicii Moldova[nefuncțională]
- BIBLUS Arhivat în 18 decembrie 2011, la Wayback Machine.